# Liou Ťien
Liou Ťien (čínsky pchin-jinem Liú Jiàn, znaky zjednodušené 刘健, tradiční 劉健; 27. února 1433 – 9. prosince 1526), byl politik čínské říše Ming. Císař Chung-č’ ho roku 1487 jmenoval velkým sekretářem, roku 1498 ho povýšil na prvního velkého sekretáře. Nedlouho po nástupu nového císaře, Čeng-tea, byl odvolán.

## Jména
Lou Ťien používal zdvořilostní jméno Si-sien (čínsky pchin-jinem Xīxián, znaky zjednodušené 希贤, tradiční 希賢) a pseudonym Chuej-an (čínsky pchin-jinem Huìān, znaky zjednodušené 晦庵, tradiční 晦菴).

## Život
Liou Ťien se narodil roku 1433, pocházel z Luo-jangu v provincii Che-nan. Studoval konfucianismus, uspěl v provinčních úřednických zkouškách a roku 1460 složil i palácové zkoušky a získal hodnost ťin-š’. Poté sloužil v paláci následníka trůnu, na ministerstvu obřadů a akademii Chan-lin.
Roku 1487 ho císař Chung-č’ jmenoval členem velkého sekretariátu a tedy jedním z nejmocnějších politiků říše. Po odchodu Sü Pchua ze sekretariátu zaujal roku 1498 jeho místo prvního velkého sekretáře.
Roku 1505 nastoupil na trůn Chung-č’ův syn Čeng-te, který namísto sekretářů a úředníků věnoval svou přízeň eunuchům, především takzvaným osmi tygrům. Liou Ťien a velký sekretář Sie Čchien se spojili s některými úředníky a eunuchy a vystoupili proti osmičce. V mocenském střetu se císař přiklonil na stranu osmičky a Liou Ťien (stejně jako jeho spojenci) ztratil své úřady.
Zemřel 9. prosince 1526.